# Prepona amesia
Prepona amesia är en fjärilsart som beskrevs av Hans Fruhstorfer 1904. Prepona amesia ingår i släktet Prepona och familjen praktfjärilar. Inga underarter finns listade i Catalogue of Life.